# Schloss Pötzleinsdorf

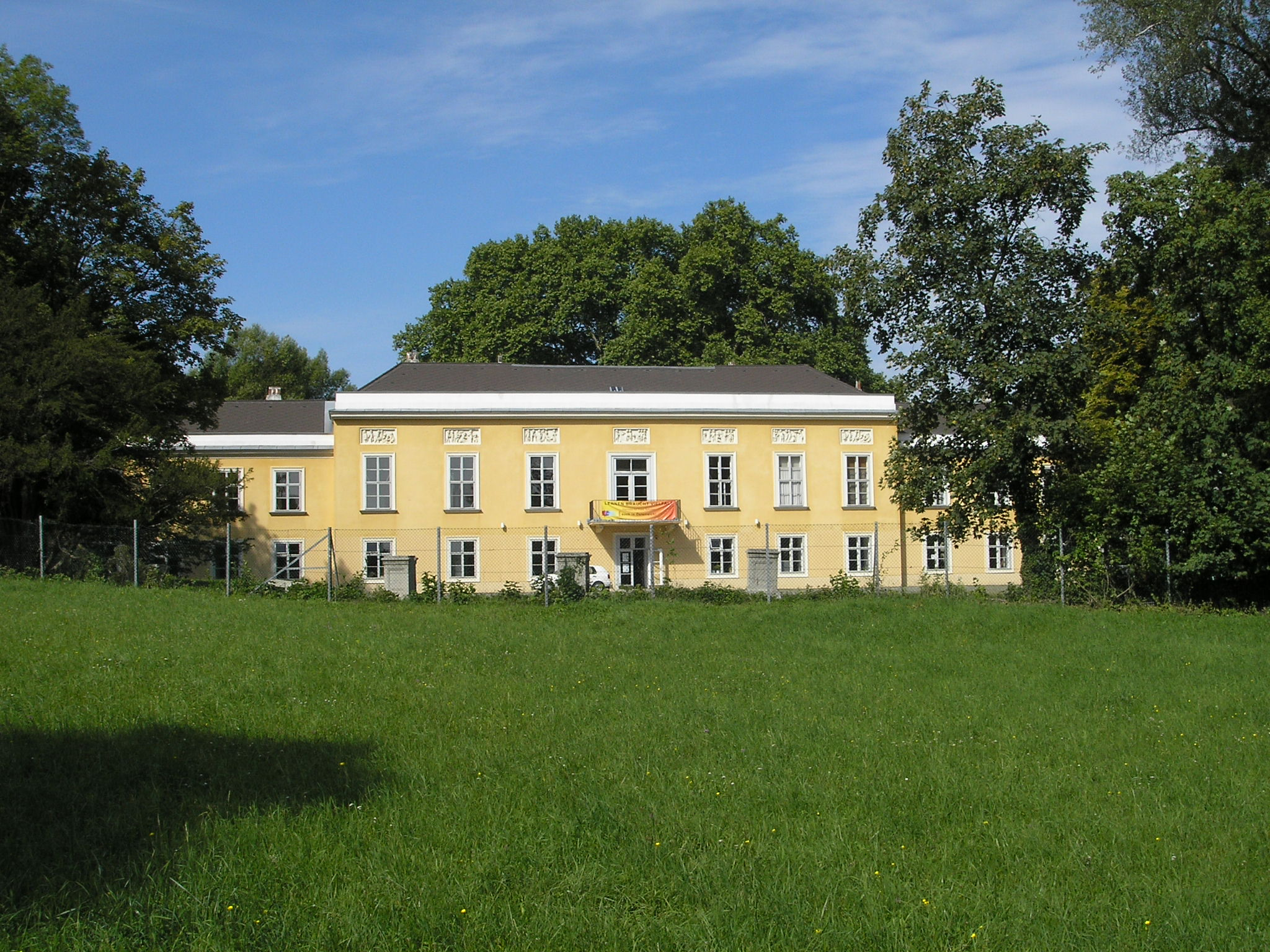
Schloss Pötzleinsdorf, Hauptfassade

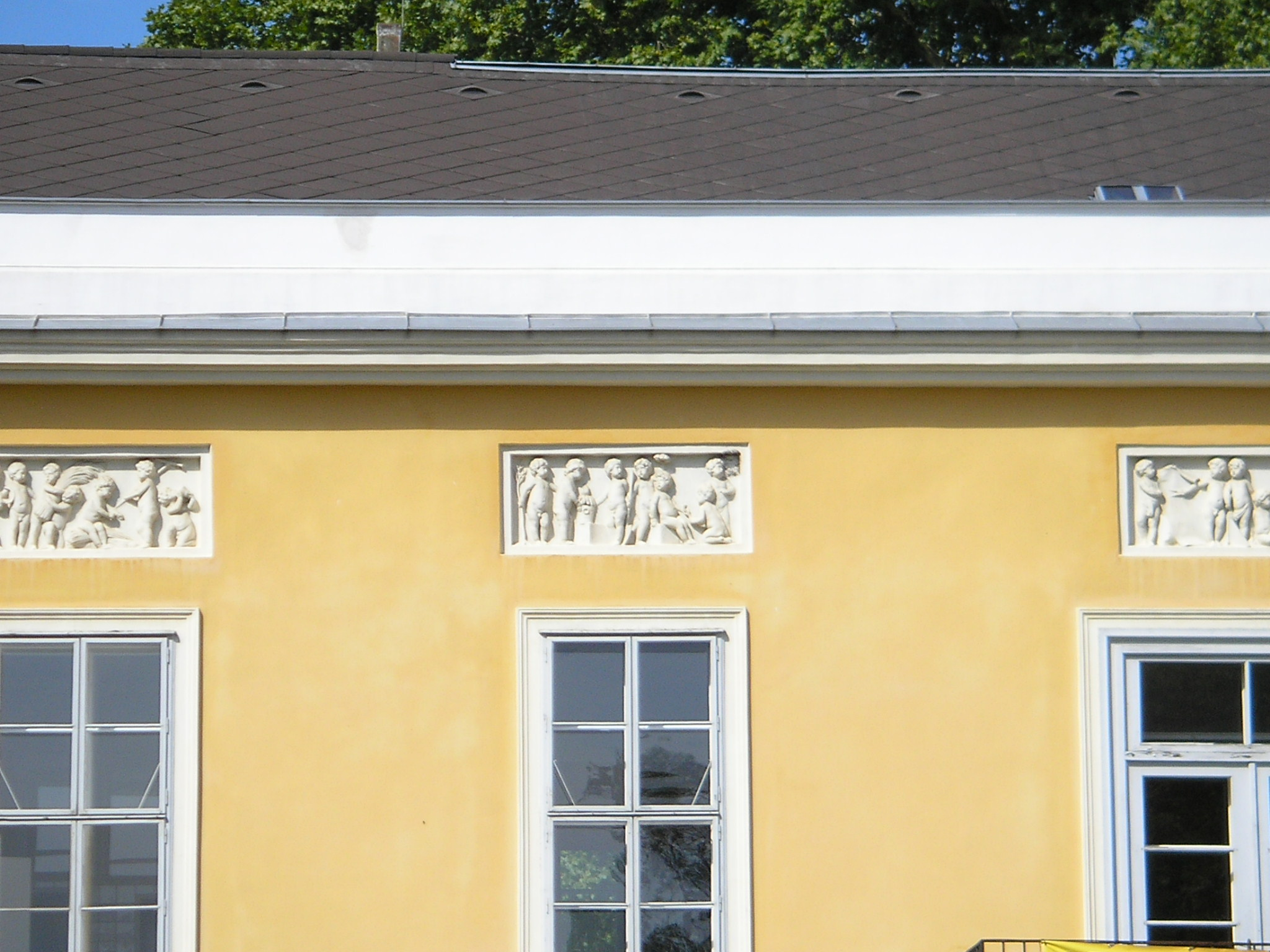
Detail der Fassade

Schloss Pötzleinsdorf ist eine Schloss- und Parkanlage im westlichen 18. Wiener Gemeindebezirk Währing in der Katastralgemeinde Pötzleinsdorf.

## Geschichte
Das Pötzleinsdorfer Schloss war früher als „Ricci’scher Freihof“ bekannt, da ein gewisser Ricci darin einen Textilbetrieb betrieben hatte. Nach der Aufhebung der klösterlichen Grundherrschaft wurde das Schloss an Gräfin Philippina von Herberstein verkauft, die von 1762 bis 1781 die Herrschaft Pötzleinsdorf innehatte und den Grundstein zum Schlosspark legte. Nachdem der Park 1797 und die Grundherrschaft 1801 an den Bankier und Großhändler Johann Heinrich Geymüller (1754–1824) übergegangen war, ließ dieser den Park durch Konrad A. Rosenthal nach dem Vorbild eines englischen Landschaftsgartens anlegen. Attraktionen des Parks waren damals ein Wasserfall, ein Schweizerhaus, ein Tempel und das Grabmal des Dichters Alxinger. Durch den Konkurs des Bankiers kam das Schloss in der Folge in verschiedene Hände, 1920 in jene des Möbelfabrikanten und Mäzens Max Schmidt (1861–1935), der die Liegenschaft mit einem 1937 wirksam gewordenen Testament der Gemeinde Wien überließ. Der Erblasser verfügte die „Unteilbar- wie Unveränderbarkeit“ des Anwesens, wobei das Schlossgebäude keine Wohlfahrtseinrichtung beherbergen dürfe und der weitläufige Park der Öffentlichkeit zugänglich gemacht werden müsse. Wenige Wochen nach Auflösung eines mit dem Hotelier Ernst Irresberger, Attersee, mit 1. August 1947 auf die Dauer von 15 Jahren eingegangenen Pachtvertrags öffnete die Stadt Wien mit 22. Juni 1949 den Park der Bevölkerung. Am 10. November selben Jahres wurde im Wiener Stadtsenat beschlossen, einen Teil des Schlosses in eine Jugendherberge umzugestalten.
Nach Übernahme des Legats bestanden verschiedene Projekte zur Nutzung der Bauanlage, insbesondere die Einrichtung eines Künstlerheimes, eines „vornehmen Gaststättenunternehmens mit Hotelbetrieb“ sowie eines Filmateliers. Trotz des fortschreitenden Verfalls dienten Park und Schloss bisweilen als natürliche Kulisse für konzertante Opernaufführungen (1946) und des Öfteren für Außenaufnahmen von Filmen, unter anderem zu den lokaltypischen Produktionen Eine kleine Nachtmusik (1939), Wen die Götter lieben (1942), Brüderlein fein (1942) und Eroica (1949). 1958 sowie 1959 wurden auf dem Anwesen Außenaufnahmen zu den Lustspielen Immer die Radfahrer beziehungsweise Immer die Mädchen gedreht. 2016 veranstaltete das Sommertheater Shakespeare im Park ein Gastspiel in der Schlossanlage.
1950 wurde das sogenannte Schloss durch den späteren Stadtplaner von Wien, Roland Rainer (1910–2004), bei weitestgehender Sanierung zu einem „Jugendgästehaus“ umgebaut, 1951 der widmungsgemäße Betrieb aufgenommen. Dabei wurde die von Schmidt angebrachte neobarocke Freitreppe vor dem Mittelrisalit der Ostfassade abgetragen und auch im Inneren der schlossartige Charakter beseitigt. Diese kommunalpolitisch in Frage gestellte Maßnahme wurde vom Bundesdenkmalamt nicht beeinsprucht, da „der letzte Zustand des Schlosses weder nennenswerten historischen noch künstlerischen Wert besitze“.
Mit Ablauf der Sommersaison 1979 wurde das Jugendgästehaus Pötzleinsdorf geschlossen und für die Einrichtung eines Zeughausmuseums freigemacht. 1982 wurde das Schloss aus dem Geschäftsführervertrag mit der Wiener Verkehrsverein Ges. mbH ausgegliedert und an den Rudolf-Steiner-Schulverein vermietet, der die Baulichkeiten mithilfe privater wie öffentlicher Zuwendungen sukzessive sanierte und für den Schulbetrieb adaptierte.